# Titularbistum Mididi
Mididi ist ein Titularbistum der römisch-katholischen Kirche. 
Es geht zurück auf ein ehemaliges Bistum in der gleichnamigen antiken Stadt in der römischen Provinz Byzacena bzw. Africa proconsularis in der Sahelregion von Tunesien.
| Titularbischöfe von Mididi |                          |                                    |                  |               |
| Nr.                        | Name                     | Amt                                | von              | bis           |
| 1                          | Luís Gonzaga Fernandes   | Weihbischof in Vitória (Brasilien) | 6. November 1965 | 9. Juli 1981  |
| 2                          | César Bosco Vivas Robelo | Weihbischof in Managua (Nicaragua) | 8. Oktober 1981  | 2. April 1991 |
| 3                          | Luis Gleisner Wobbe      | Weihbischof in Rancagua (Chile)    | 3. Juli 1991     |               |